# У России есть только два союзника — её армия и флот

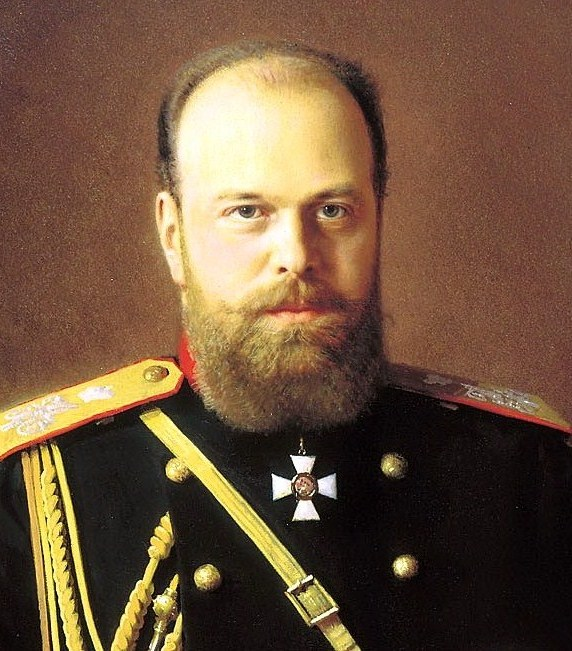
Портрет Александра III кисти И. Н. Крамского, 1886 год

«У Росси́и есть то́лько два сою́зника — её а́рмия и флот» — крылатое выражение, предположительно, принадлежавшее российскому императору Александру III. Авторство высказывания приписывается правителю Российской империи в воспоминаниях его зятя — великого князя Александра Михайловича, при этом другие свидетельства о том, что император в действительности произносил эти слова, отсутствуют. В современной России фраза, по-прежнему ассоциирующаяся с именем Александра III, приобрела популярность в российской политической среде; слова о двух союзниках России в различных вариациях неоднократно использовались российскими политиками.

## История
Об использовании афоризма Александром III в своих воспоминаниях писал великий князь Александр Михайлович, приходившийся императору зятем: «Во всём свете у нас только два верных союзника, — любил он говорить своим министрам, — наша армия и флот. Все остальные, при первой возможности, сами ополчатся против нас».
По словам великого князя, правитель выразил это мнение в очень откровенной форме на приёме в честь прибытия в Россию князя Николая Черногорского (с 1910 года по 1921 год — король Черногории) в присутствии всего дипломатического корпуса Александр III провозгласил тост: «Я пью за здоровье моего друга, князя Николая Черногорского, единого искреннего и верного союзника России вне её территории». После этих слов министр иностранных дел Н. К. Гирс, по словам Александра Михайловича, «открыл рот от изумления», а дипломаты побледнели. Историк Н. Г. Струнина-Бородина отмечает, что данный званый ужин состоялся 18 мая 1889 года. В воспоминаниях зять императора также пишет о том, что на следующий день после упомянутых событий британская газета Times написала «об удивительной речи, произнесённой русским императором, идущей вразрез со всеми традициями в сношениях между дружественными державами».
Кандидат исторических наук К. В. Душенко, анализируя историю происхождения высказывания о двух союзниках России, называет зятя императора весьма ненадёжным свидетелем. По мнению историка, если бы Александр III действительно часто повторял министрам слова о «двух верных союзниках», о них, скорее всего, упомянул бы не только великий князь Александр Михайлович. «Однако его свидетельство так и осталось единственным», — резюмирует Душенко.

## Истоки происхождения высказывания
Исследователь А. Л. Мясников отмечает существование в историографии мнения о том, что формулу «У России только два союзника — её армия и флот. Все остальные предадут её при первой же возможности» будущий император Александр III, на тот момент являвшийся наследником престола, выработал вследствие событий Берлинского конгресса 1878 года. Россия была вынуждена согласиться на проведение организованного Австро-Венгрией и Великобританией конгресса по пересмотру условий Сан-Стефанского мира 1878 года, оказавшись под угрозой войны с этими государствами и не получив поддержку Германии. Берлинский трактат, принятый по итогам конгресса, изменил условия Сан-Стефанского мирного договора, по мнению историка В. А. Георгиева, в ущерб Российской империи и славянским народам Балканского полуострова. «События Берлинского конгресса, где Россия оказалась в полной изоляции, а шесть великих держав и Турция набрасывались на неё как хищники на жертву, Александр Александрович воспринимал близко к сердцу», — подчёркивает Мясников. Тем не менее, как отмечает К. В. Душенко, вопреки распространённому мнению, «идея „блестящей изоляции“ и опоры исключительно на собственную военную мощь была совершенно чужда Александру III», о чём убедительнее всего говорит заключение оборонительного союза с Францией.
По мнению Душенко, ставящего под сомнение принадлежность авторства высказывания о двух союзниках России Александру III, источник данного изречения следует искать в Германии. Так, историк указывает на то, что в 1914 году в русской печати цитировались слова германского императора Вильгельма II: «Основная опора государства есть армия и флот». Кайзер же, по мнению Душенко, следовал курсу прусского короля Фридриха II, согласно преданию, заявившему после победы в битве при Гогенфридберге: «Наши лучшие союзники — наши собственные войска».

## Влияние и актуальность

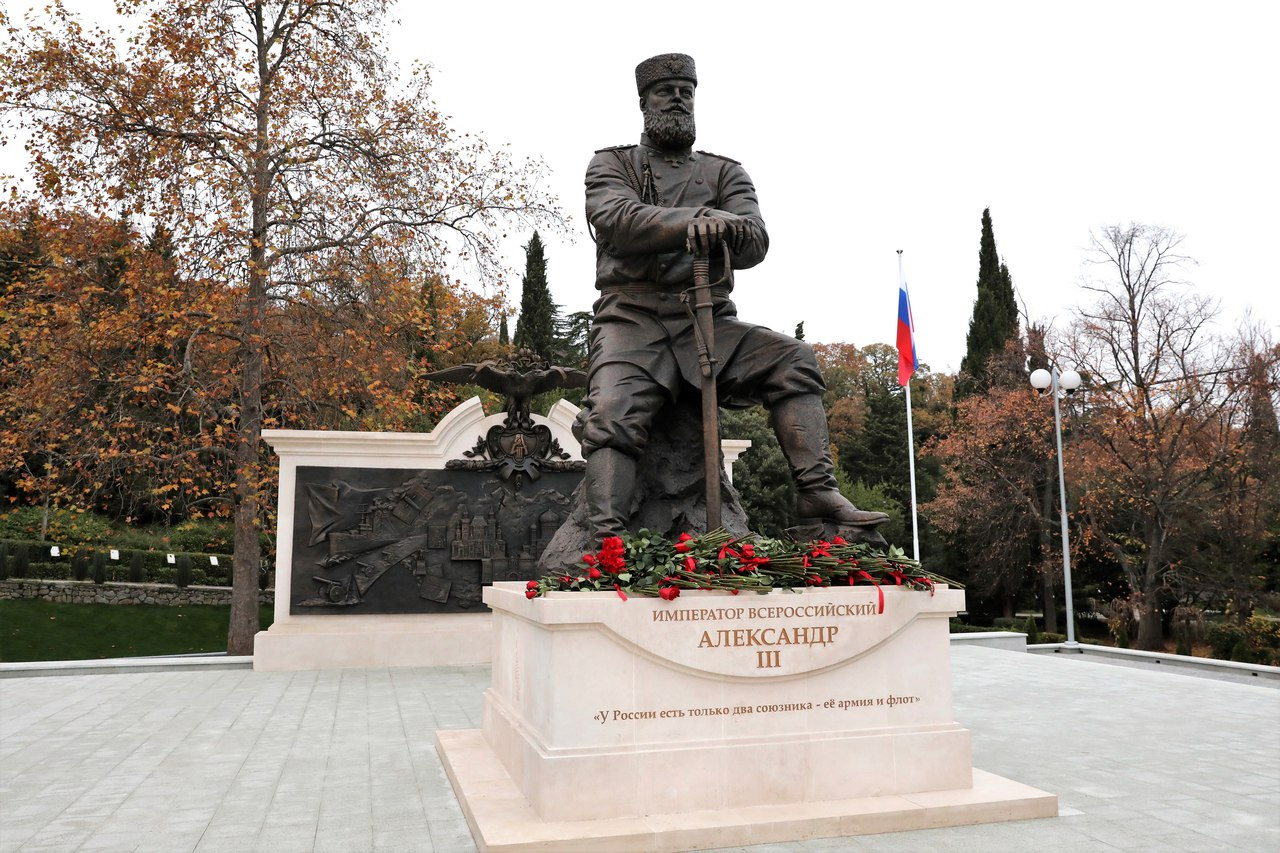
Памятник Александру III в Ялте

Слова «У России есть только два союзника — её армия и флот» высечены на постаменте памятника Александру III в Ялте, торжественно открытом 18 ноября 2017 года при участии президента России В. В. Путина.
С 2000-х годов, как отмечает К. В. Душенко, высказывание о двух союзниках России стало необычайно популярным среди политического бомонда России, причём, по словам исследователя, «иногда к двум союзникам добавляют третьего». В разные годы эти слова в различных вариациях использовали в своих выступлениях В. В. Путин («…Александр III когда-то сказал: нашей огромности боятся все. И поэтому у нас только два союзника — армия и флот»), В. В. Жириновский («У нас был царь Александр III, он говорил про то, что у России только два союзника — её армия и флот»), Г. А. Зюганов («Армия — это вторая церковь, второй храм для нашей Державы, и сегодня у России есть три союзника — армия, флот и Белоруссия»), Д. О. Рогозин («У России три союзника — армия, ВМФ и ОПК») и другие российские политики. В несколько изменённом виде цитата вошла в песню Вячеслава и Николая Антоновых «Дядя Вова, мы с тобой», впервые прозвучавшую в 2017 году: «Наши верные друзья — это Флот и Армия».
Журналист М. В. Зыгарь, рассуждая в конце 2008 года о войне в Грузии и мировом финансовом кризисе, указывал, что фраза о двух союзниках России «стала удивительно модной», причём наряду с уверенностью в том, что финансовый кризис не скажется на России, погубив лишь Запад. «Казалось бы, в XXI веке уже как-то несерьёзно говорить про „единственных союзников — армию и флот“, потому что так можно говорить только про закрытое, отгородившееся от всего мира государство. При всем уважении к императору его высказывание давно устарело и сейчас может быть применимо разве что только к Северной Корее, где нет ни интернета, ни финансового кризиса», — писал он.